# Зірки і смуги (трилогія)
«Зірки і смуги» (англ. Stars and Stripes) — трилогія романів в жанрі альтернативної історії від відомого письменника-фантаста Гаррі Гаррісона. Назва відсилає до патріотичних почуттів американців: «Зірки і смуги назавжди» (Stars and Stripes Forever) — одна з найвідоміших в США патріотичних пісень, написана композитором Джоном Сузой; зірки і смуги — ключові елементи прапора США.

## Дія
Точкою біфуркації трилогії служить інцидент із судном Trent. У нашому світі ситуація була вирішена мирним шляхом завдяки втручанню принца Альберта. У світі трилогії Альберт передчасно помирає, залишивши кризу в руках більш войовничого лорда Пальмерстона. Королева Вікторія звинувачує у смерті принца Альберта американців і дає своїм міністрам карт-бланш, щоб зробити все що завгодно заради того, щоб американці заплатили за це. Це змушує британців втрутитися в хід Громадянської війни в США, спочатку на боці Конфедерації. Проте помилка в навігації і випадковий напад на південний містечко змушують обидві групи американців забути про старі образи і об'єднатися проти найбільшої імперії в історії.

## Критика
Багато критиків негативно відгукнулися про трилогію через безліч невиправданих розбіжностей з історією, а також неправильну поведінку багатьох історичних особистостей. Наприклад, у світі трилогії герцог Веллінгтон все ще живий, незважаючи на те, що насправді він помер 1852 року. Це вказує на те, що точка біфуркації знаходиться задовго до 1852 року. Тим не менш, цей факт не впливає на хід Кримської війни у світі трилогії.

## Романи трилогії
- 1998 — «Кільця анаконди» (англ. Stars and Stripes Forever)
- 2000 — «Ворог біля порога» (англ. Stars and Stripes in Peril)
- 2002 — «В лігві лева» (англ. Stars and Stripes Triumphant)